# Dorkovo
Dorkovo (bulgariska: Дорково) är ett distrikt i Bulgarien.   Det ligger i kommunen Obsjtina Rakitovo och regionen Pazardzjik, i den sydvästra delen av landet, 100 km sydost om huvudstaden Sofia.
I omgivningarna runt Dorkovo växer i huvudsak blandskog. Runt Dorkovo är det ganska tätbefolkat, med 52 invånare per kvadratkilometer.